# Bob hund (musikalbum)
Bob hund är Bob hunds första fullängdsalbum och släpptes på CD och vinyl den 12 augusti 1994 på etiketten Silence. Skivan rankades av Sonic Magazine i juni 2013 som det 15:e bästa svenska albumet någonsin.

## Låtlista
1. Allseende ögat
2. Mer än så kan ingen bli
3. 100 år
4. 15 år bakåt och 15 år framåt
5. En rikedom av sandkorn
6. Länge, länge
7. Ett gipsat löfte
8. Det skulle vara lätt för mig att säga att jag inte hittar hem, men det gör jag; tror jag
9. Den Nollgradige
10. Dur och moll omvartannat

## Listplaceringar
| Lista (1994) | Topplacering |
| ------------ | ------------ |
| Sverige      | 11           |